# 2016 en Thaïlande
Cet article présente les faits marquants de l'année 2016 en Thaïlande.

## Évènements
- 7 août : référendum constitutionnel, la proposition est approuvée à 62 % des suffrages exprimés.
- 11 et 12 août : attentats à la bombe à Hua Hin, Surat Thani, Phuket et Trang[1].
- 13 octobre : mort de Bhumibol Adulyadej, roi de Thaïlande, connu sous le nom de règne de Rama IX.
- 1er décembre : le prince Vajiralongkorn est proclamé roi sous le nom de Rama X.